# Tethysbaena atlantomaroccana
Tethysbaena atlantomaroccana is een bronkreeftjessoort uit de familie van de Monodellidae. De wetenschappelijke naam van de soort is voor het eerst geldig gepubliceerd in 1985 door Boutin & Cals.